# ابی دالتون
ابی دالتون (انگلیسی: Abby Dalton؛ زادهٔ ۱۵ اوت ۱۹۳۵) یک هنرپیشه اهل ایالات متحده آمریکا است. وی بین سال‌های ۱۹۵۷ تا ۲۰۰۸ میلادی فعالیت می‌کرد.